# Osseveld
Osseveld is een Vinex-wijk, gelegen in het noordoosten van de Nederlandse stad Apeldoorn.
De wijk bestaat uit twee deelwijken: Osseveld-West, ten westen van de Laan van Osseveld en Osseveld-Oost (ook wel Schoonlocht) ten oosten daarvan. De twee deelwijken worden in vrijwel de volledige lengte doorsneden door de Veenhuizerweg. Aan de rand van Osseveld-Oost (gekenmerkt door de spoorlijn Apeldoorn - Deventer) ligt het in december 2006 geopende station Apeldoorn Osseveld, waartoe ook de wijk Woudhuis (aan de andere kant van de spoorweg) toegang heeft. Vaak wordt er ook gesproken over de combinatie Osseveld-Woudhuis, en de stadsbuslijnen 15 (Twello), 16 (Woudhuis/Osseveld) en 17 (Woudhuis/Osseveld) doen deze wijken aan.
Sommige straten in de wijk Osseveld-Oost kunnen doen denken aan statige lanen, zoals de Waterlei en de Zonnewende. Dit komt door de twee straten met eenrichtingsverkeer naast elkaar, met ertussen parkeerplaatsen en bomen.
De wijk beschikt over een aantal voorzieningen:
- Winkelcentrum 't Fort, gelegen in het hart van Osseveld
- Verscheidene basisscholen, zoals de Bundel, de Regenboog en de Zonnewende
- Talma Borgh, een woonzorgcentrum dat op de grens tussen Woudhuis en Osseveld ligt maar eigenlijk bij Woudhuis hoort.
- Het uitvaartcentrum Monuta

Aan de rand van de wijk, tussen Osseveld-Oost en de snelweg A50, ligt een klein bedrijventerrein, Bedrijvenpark Oost.